# Unterseeboot UC-47
Pour les autres navires du même nom, voir Unterseeboot 47.
L'Unterseeboot UC-47 est un sous-marin (U-Boot) mouilleur de mines allemand de type UC II utilisé par la Kaiserliche Marine pendant la Première Guerre mondiale. Le U-boot a été commandé le 20 novembre 1915, mis sur cale le 1er février 1916 et lancé le 30 août 1916. Il a été mis en service dans la marine impériale allemande le 13 octobre 1916 sous le nom de UC-47. En 13 patrouilles, l'UC-47 a coulé 58 navires, soit par ses torpilles, soit par les mines qu’il avait posées. L'UC-47 a été éperonné et coulé à coups de charges de profondeur par le patrouilleur britannique P-57, sous le commandement de H.C. Birnie, au large de Flamborough Head le 18 novembre 1917. L'UC-47 a coulé avec tout son équipage,.

## Conception
Sous-marin de type UC II, l'UC-47 avait un déplacement de 420 tonnes en surface et de 502 tonnes en plongée. Il avait une longueur hors tout de 51,85 m, un maître-bau de 5,22 m et un tirant d'eau de 3,68 m. Le sous-marin était propulsé par deux moteurs diesel 6 cylindres à quatre temps produisant chacun 300 ch (220 kW), soit un total de 600 ch (440 kW), et par deux moteurs électriques produisant 460 ch (340 kW), actionnant deux arbres d'hélice.
Le sous-marin avait une vitesse maximale de 11,7 nœuds (21,7 km/h) en surface et de 6,7 nœuds (12,4 km/h) en immersion. Son autonomie était de 7280 milles marins (13470 km) à 7 nœuds (13 km/h) en surface, et de 54 milles marins (100 km) à 4 nœuds (7,4 km/h) en immersion. Il lui fallait 47 secondes pour plonger, et il était capable d’opérer à une profondeur maximale de 50 mètres.
L’UC-47 était équipé de trois tubes lance-torpilles de 470 mm, un à l’arrière et deux à l’avant, avec sept torpilles, et d’un canon de pont de 8,8 cm SK L/30. Mais son arme principale était ses six puits de mine de 1000 mm portant dix-huit mines UC 200. Son effectif était de vingt-six membres d’équipage.

## Affectations
- Flottilles des Flandres / Flandern II : du 23 janvier au 18 novembre 1917

## Commandants
- Oberleutnant zur See / Kapitänleutnant Paul Hundius : du 13 octobre 1916 au 8 octobre 1917
- Oblt.z.S. Günther Wigankow : du 9 octobre au 18 novembre 1917

## Navires coulés
| Date              | Nom                 | Nationalité      | Tonnage | Destin    |
| ----------------- | ------------------- | ---------------- | ------- | --------- |
| 31 janvier 1917   | Modiva              | Norvège          | 1276    | Coulé     |
| 1 février 1917    | Portia              | Norvège          | 1127    | Coulé     |
| 8 février 1917    | HMS Ghurka          | Royal Navy       | 880     | Coulé     |
| 8 février 1917    | Lullington          | United Kingdom   | 2816    | Coulé     |
| 10 février 1917   | Japanese Prince     | United Kingdom   | 4876    | Coulé     |
| 12 février 1917   | Aghios Spyridon     | Grèce            | 1618    | Coulé     |
| 12 février 1917   | Brissons            | United Kingdom   | 60      | Coulé     |
| 13 février 1917   | Sequoya             | United Kingdom   | 5263    | Endommagé |
| 13 février 1917   | F. D. Lambert       | United Kingdom   | 2195    | Coulé     |
| 13 février 1917   | Fleurette           | United Kingdom   | 60      | Coulé     |
| 11 mars 1917      | Charles Le Cour     | France           | 2352    | Coulé     |
| 11 mars 1917      | G. A. Savage        | United Kingdom   | 357     | Coulé     |
| 12 mars 1917      | C.A.S.              | United Kingdom   | 60      | Coulé     |
| 12 mars 1917      | Ena                 | United Kingdom   | 56      | Coulé     |
| 12 mars 1917      | Gratia              | United Kingdom   | 37      | Coulé     |
| 12 mars 1917      | Hyacinth            | United Kingdom   | 56      | Coulé     |
| 12 mars 1917      | Inter-nos           | United Kingdom   | 59      | Coulé     |
| 12 mars 1917      | Jessamine           | United Kingdom   | 56      | Coulé     |
| 12 mars 1917      | Lent Lily           | United Kingdom   | 23      | Coulé     |
| 12 mars 1917      | Nellie              | United Kingdom   | 61      | Coulé     |
| 12 mars 1917      | Proverb             | United Kingdom   | 37      | Coulé     |
| 12 mars 1917      | Rivina              | United Kingdom   | 22      | Coulé     |
| 14 mars 1917      | Brika               | United Kingdom   | 3549    | Coulé     |
| 15 mars 1917      | Solferino           | Norvège          | 1155    | Coulé     |
| 15 mars 1917      | Wilfred             | Norvège          | 1121    | Coulé     |
| 16 mars 1917      | Medusa              | Royaume d'Italie | 1274    | Coulé     |
| 16 mars 1917      | Sully               | France           | 2649    | Coulé     |
| 17 avril 1917     | Dantzic             | United Kingdom   | 108     | Coulé     |
| 17 avril 1917     | William Shephard    | United Kingdom   | 143     | Coulé     |
| 19 avril 1917     | Old Head            | United Kingdom   | 105     | Endommagé |
| 19 avril 1917     | Gold Coast          | United Kingdom   | 4255    | Coulé     |
| 19 avril 1917     | Jewel               | United Kingdom   | 195     | Coulé     |
| 19 avril 1917     | HMT Star of Freedom | Royal Navy       | 258     | Coulé     |
| 22 avril 1917     | HMS Gaelic          | Royal Navy       | 224     | Endommagé |
| 23 avril 1917     | Tommi               | United Kingdom   | 138     | Endommagé |
| 23 avril 1917     | Imataka             | United Kingdom   | 1776    | Coulé     |
| 24 avril 1917     | Heather             | United Kingdom   | 58      | Coulé     |
| 24 avril 1917     | Plutus              | United Kingdom   | 1189    | Coulé     |
| 26 avril 1917     | Aigle               | France           | 172     | Coulé     |
| 26 avril 1917     | John Lockett        | Norvège          | 842     | Coulé     |
| 18 mai 1917       | Mary Baird          | United Kingdom   | 1830    | Coulé     |
| 3 juin 1917       | Portofino           | Royaume d'Italie | 1754    | Coulé     |
| 12 juin 1917      | HMT Carew Castle    | Royal Navy       | 256     | Coulé     |
| 14 juin 1917      | Dart                | United Kingdom   | 3207    | Coulé     |
| 19 juin 1917      | Great City          | United Kingdom   | 5525    | Endommagé |
| 18 juillet 1917   | Ruth                | Norvège          | 549     | Endommagé |
| 20 juillet 1917   | Beatrice            | United Kingdom   | 712     | Coulé     |
| 20 juillet 1917   | Bramham             | United Kingdom   | 1978    | Coulé     |
| 31 juillet 1917   | Fremona             | United Kingdom   | 3028    | Coulé     |
| 31 juillet 1917   | Motano              | United States    | 2730    | Coulé     |
| 22 août 1917      | Gro                 | Norvège          | 2667    | Coulé     |
| 23 août 1917      | Peer Gynt           | Norvège          | 1144    | Coulé     |
| 23 août 1917      | Veghtstroom         | United Kingdom   | 1353    | Coulé     |
| 26 août 1917      | Eirini              | Grèce            | 2452    | Coulé     |
| 26 août 1917      | Seresia             | Belgique         | 2342    | Endommagé |
| 23 septembre 1917 | Perseverance        | United Kingdom   | 118     | Coulé     |
| 24 septembre 1917 | Mimosa              | France           | 296     | Endommagé |
| 25 septembre 1917 | Boynton             | United Kingdom   | 2578    | Coulé     |
| 3 octobre 1917    | Annie F. Conlon     | United States    | 591     | Coulé     |
| 18 octobre 1917   | SS Cadmus           | United Kingdom   | 1879    | Coulé     |
| 18 octobre 1917   | Togston             | United Kingdom   | 1057    | Coulé     |
| 9 novembre 1917   | Ballogie            | United Kingdom   | 1207    | Coulé     |
| 9 novembre 1917   | Isabelle            | France           | 2466    | Coulé     |
| 11 novembre 1917  | Dana                | Suède            | 1620    | Coulé     |
| 12 novembre 1917  | Huibertje           | Pays-Bas         | 68      | Coulé     |
| 14 mars 1918      | Jeanne Marie        | France           | 2971    | Coulé     |